# Perri
Perri – amerykański film z 1957 roku w reżyserii Paula Kenworthy'ego Juniora.

## Nagrody i nominacje
| Nazwa nagrody    | Wygrane                                                            | Nominacje                           |
| Oscar            | 1958 bez rezultatu                                                 | 1958 Najlepsza muzyka Paul J. Smith |
| Złoty Niedźwiedź | 1958 Najlepszy film kulturalny lub dokumentalny Paul Kenworthy Jr. | 1958 wygrana                        |